# حجت میان‌آبادی
حجت میان‌آبادی پژوهشگر ایرانیِ دیپلماسی آب و استادیار دانشکده کشاورزی دانشگاه تربیت مدرس است. او دورهٔ دکتری دیپلماسی آب را در دانشگاه صنعتی دلفت و یک فرصت مطالعاتی را در پروژهٔ دیپلماسی آب، مشترک بین دانشگاه تافتز، ام آی تی و دانشگاه هاروارد (۱۳۹۳ تا ۱۳۹۴) گذرانده است.

## حضور در برنامه خندوانه
در تیرماه ۱۳۹۷، میان‌آبادی با حضور در برنامه خندوانه به بحث دربارهٔ بحران آب در ایران و راهکارهای مقابله با آن پرداخت.